# Banatul (revistă)
Banatul este o revistă a primăriilor din Banatul istoric, editată de Uniunea Jurnaliștilor din Banatul istoric începând cu anul 2011 și conține informații de interes local. În cuprinsul revistei, care numără 24 pagini, diferite localități din România și Serbia au consacrate câte o pagină.

## Cuprins
Peste 30 de localități apar în paginile revistei, prin rotație, în decursul unui an. Printre acestea: Giarmata, Săvârșin, Jimbolia, Remetea Mare, Făget, Macea, Obreja, Oțelu Roșu, Cenei, Lugoj, Caransebeș, Bata, Brestovăț, Vârșeț, Nicolinț, Stamora Moravița, Săcălaz, Gătaia, Grădinari, Birchiș, Macea, Tomnatic, Vinga, Alibunar, etc.

## Distribuție
Încă de la primul număr revista a fost distribuită gratuit atât în România cât și în Banatul Sârbesc. Uniunea Jurnaliștilor din Banatul istoric editează 37 de publicații, Banatul fiind revista fanion a Uniunii.